# Chelonus solidus
Chelonus solidus är en stekelart som beskrevs av Charles Thomas Brues 1910. Chelonus solidus ingår i släktet Chelonus och familjen bracksteklar. Inga underarter finns listade i Catalogue of Life.